# Menesida nigrita
Menesida nigrita är en skalbaggsart som beskrevs av Charles Joseph Gahan 1907. Menesida nigrita ingår i släktet Menesida och familjen långhorningar. Inga underarter finns listade i Catalogue of Life.